# Федеральное управление общественного транспорта
Федеральное управление общественного транспорта (англ. Federal Transit Administration, FTA) — государственное агентство в составе Министерства транспорта США. Создано для оказания финансовой и технической поддержки местным системам общественного транспорта. Штаб-квартира расположена в Вашингтоне; имеет десять региональных отделений. Возглавляется администратором, назначаемым президентом Соединенных Штатов. До 1991 года было известно как Управление городского общественного транспорта (англ. Urban Mass Transportation Administration (UMTA)).

## История
В 1964 году Президент Линдон Б. Джонсон подписал Закон о городском общественном транспорте, который был принят Палатой представителей 212 голосами против 129 и одобрен Сенатом (52-41), в результате чего была создана Администрация городского общественного транспорта (англ. Federal Assistance for Public Transportation). Агентству было поручено предоставить федеральную помощь проектам общественного транспорта, включая первоначальную капитальную помощь в размере 375 миллионов долларов в течение трех лет. В 1991 году агентство было переименовано в Федеральное управление общественного транспорта.

## Задачи
Общественный транспорт, подотчетный Управлению, включает в себя автобусы, метро, легкорельсовый транспорт, пригородную железную дорогу, монорельс, пассажирские паромы, трамваи и троллейбусы. Федеральное правительство через FTA предоставляет финансовую помощь для разработки новых транспортных систем и улучшения, обслуживания и эксплуатации существующих. FTA контролирует предоставление грантов государственным и местным поставщикам транспортных услуг, в основном через свои десять региональных отделений. Эти поставщики несут ответственность за управление своими программами в соответствии с федеральными требованиями, а FTA отвечает за соблюдение получателями грантов федеральных требований, а также законодательных и административных требований.

## Достижения
По мнению известного американского специалиста по развитию общественного транспорта Вукана Вучика, федеральное управление транспорта играет важную роль в повышении качества жизни горожан.
Так, под руководством Управления в 1970-х гг. было реализовано множество инноваций, экспериментов и разработок. Управление спонсировало развитие технологий и новый дизайн транспорта, например, сочленённый автобус или несколько моделей вагонов рельсового транспорта. Также они сыграли ключевую роль в продвижении различных видов услуг для паратранзита, принесли в Соединённые Штаты концепцию легкорельсового транспорта и внедрили самообслуживание при оплате проезда.